# Transformatormuseum Tandslet
Das Transformatormuseum Tandslet ist eines der kleinsten Museen Dänemarks. Es befindet sich in einem Transformatorenhaus zwischen Over Tandslet und Neder Tandslet in der Sønderborg Kommune in der Region Syddanmark auf Als.

## Geschichte
Das Transformatorenhaus wurde 1922 aus roten Mauerziegeln erbaut, die das Gøllinggaard Teglværk in Stevning lieferte. Es besitzt gotische Stilelemente nach Standardzeichnungen des Ingenieurbüros Eriksen und Sardemann in Aarhus. Es ist eines von 40 Transformatorenhäusern, die in dieser Zeit auf Als entstanden. Ursprünglich wurde die Elektrizität vom E-Werk Sønderborg geliefert, ab 1924 vom Hochspannungswerk in Aabenraa. Nach Norden war das Transformatorenhaus mit einem weiteren Haus in Favrholm verbunden, nach Süden mit der Versorgungsleitung, die von Nordals nach Kegnæs führte.
Das Museum wurde 2002 auf örtliche Initiative hin renoviert und mit originaler Ausstattung versehen. Es war bis 2008 nur regional bekannt, bis der Norweger Roger Pihl das Buch Tandslet Transformer Museum veröffentlichte. Es beschreibt das Museum als Ausgangspunkt der Geschichte der Elektrizität um die Zeit der Volksabstimmung in Schleswig um 1920.
Das 7 m² große Museum ist eine Außenstelle des Industriemuseums Schleswig. Es gibt keine festgelegten Öffnungszeiten, aber der Schlüssel zum Museum kann im Gesundheitszentrum in der Nähe der Tandslet Kirke ausgeliehen werden.

## Bilder

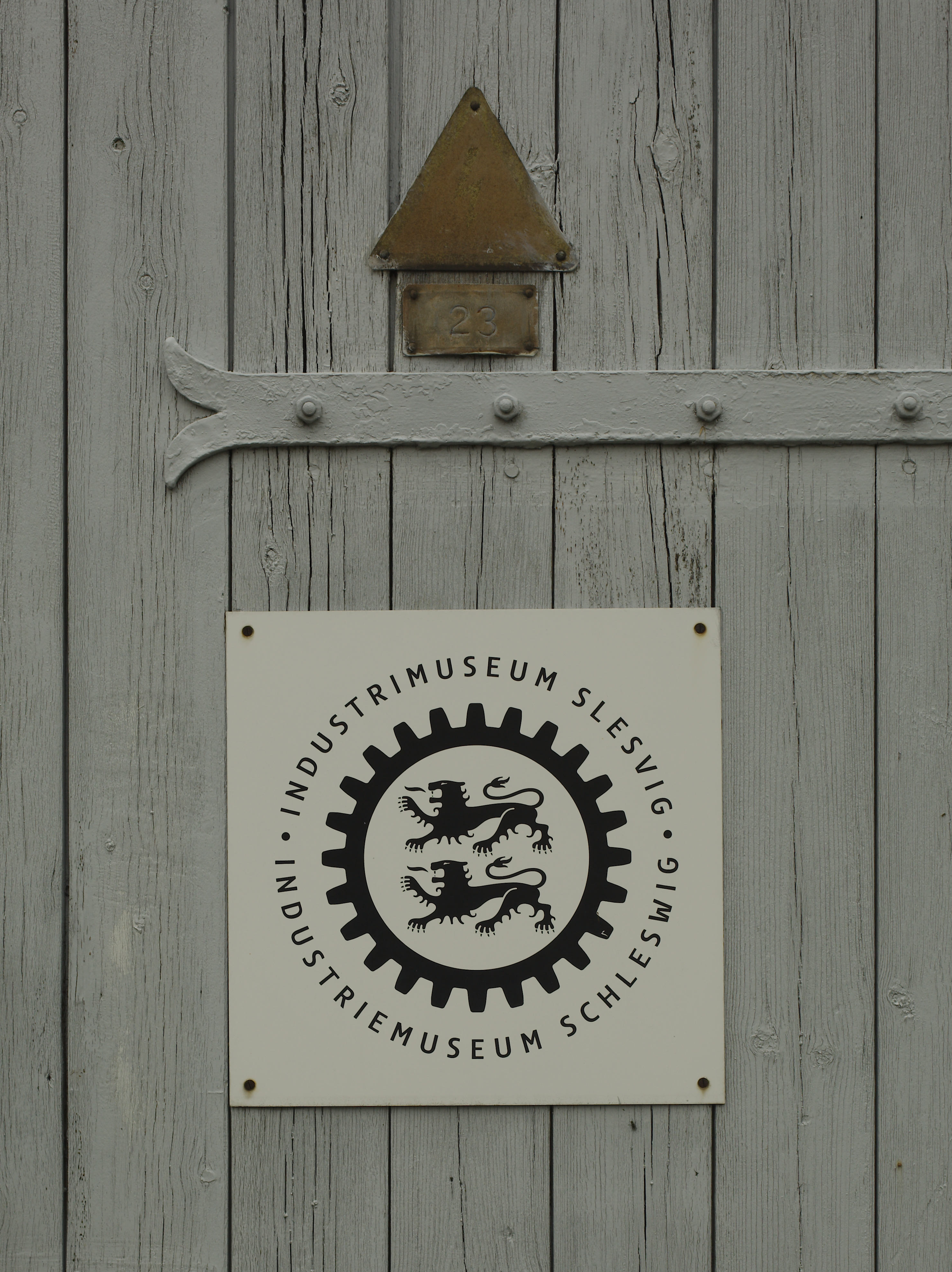
Türschild
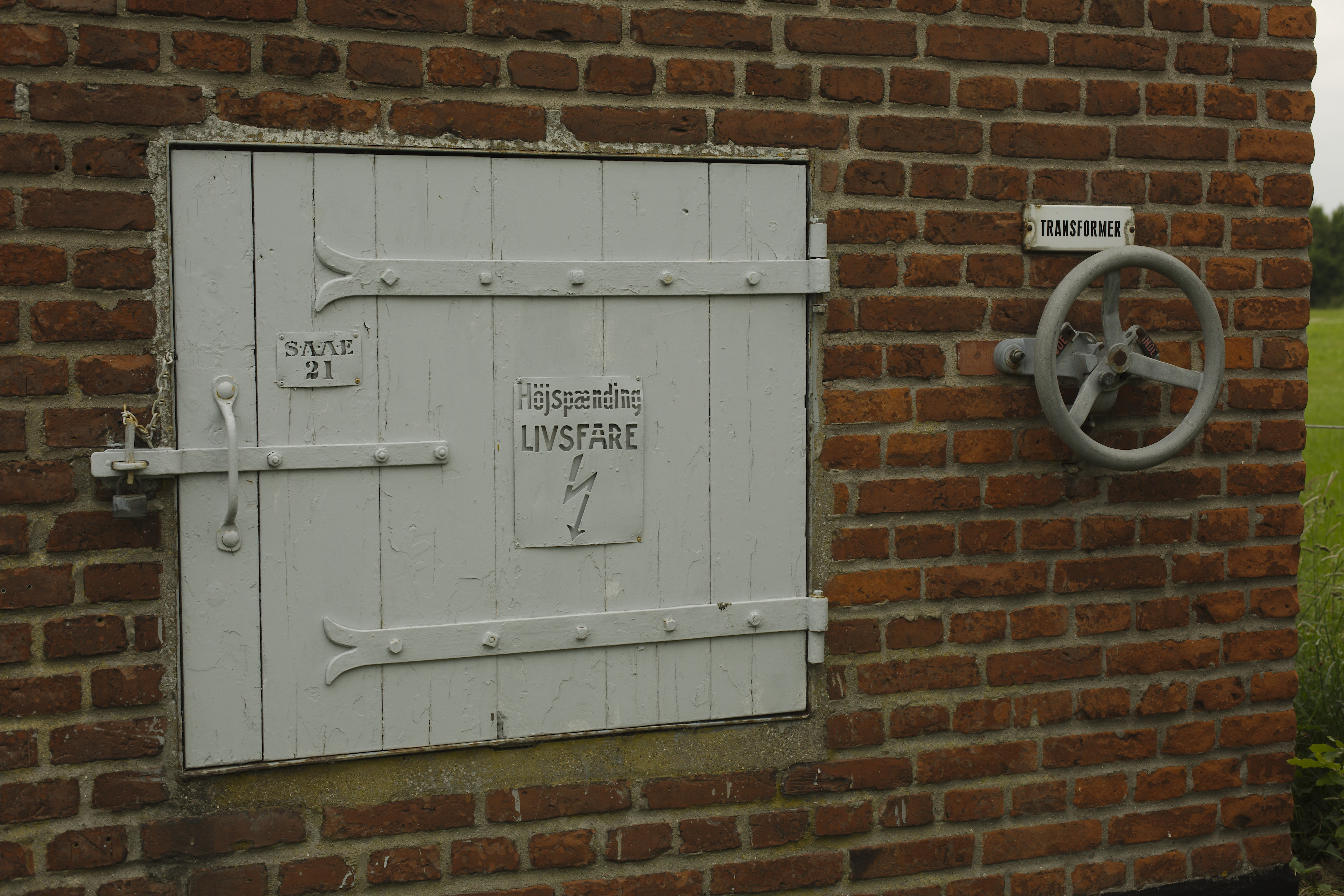
Klappe und Hauptschalter für Hochspannung
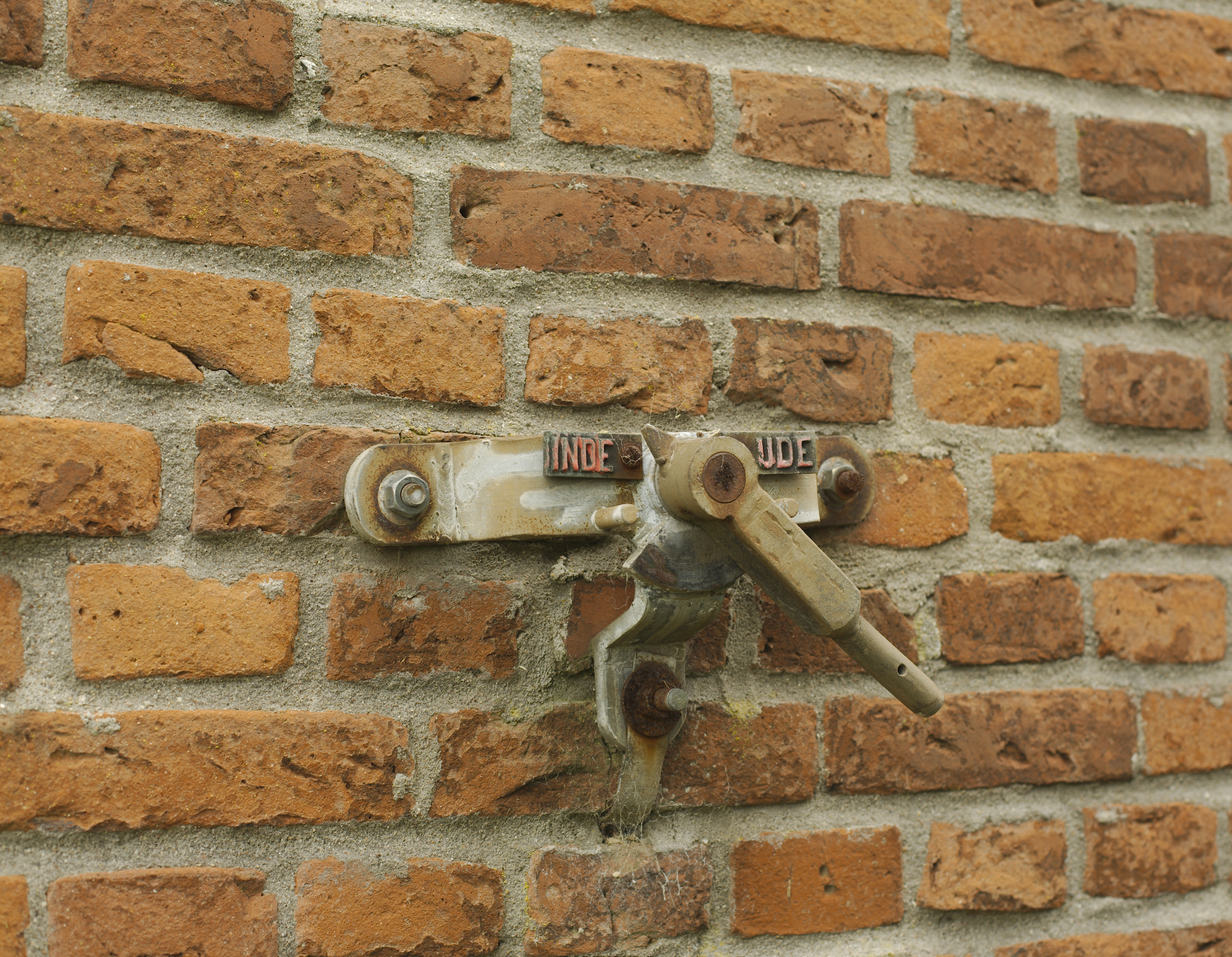
Ein- / Ausschalter außen